# Terra Nova (nave)

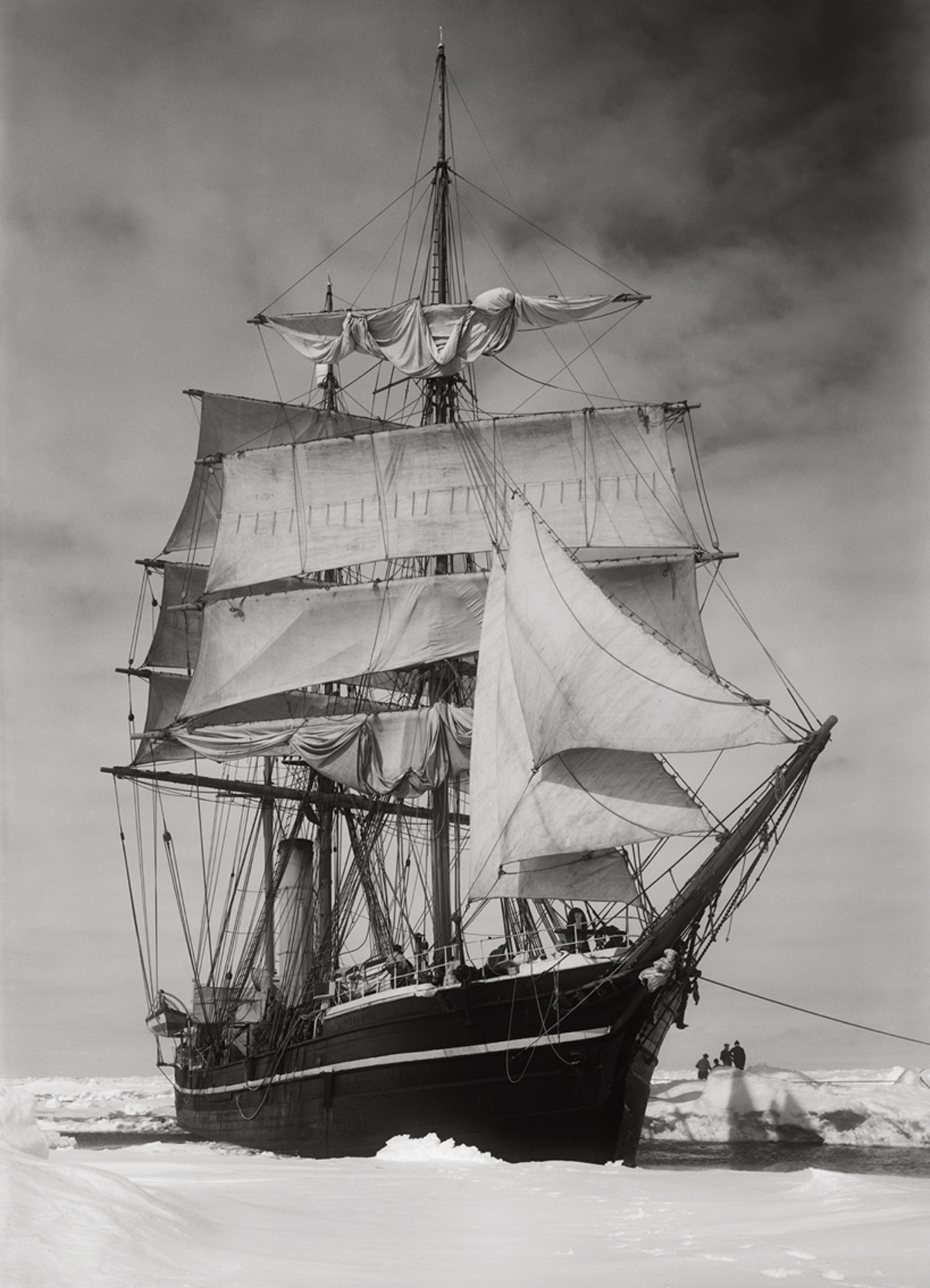
La Terra Nova

La Terra Nova ("nuovo territorio", in latino) è stata una nave baleniera inglese utilizzata in diverse spedizioni nelle regioni polari. 

## Costruzione
La nave venne varata nel 1884 ed entra subito a far parte della flotta di navi baleniere della città di Dundee. Viene utilizzata per 10 anni nelle periodiche campagne di caccia alla balena nel mare del Labrador prima di essere impiegata in missioni esplorative.

## Esplorazione
La Terra Nova viene inizialmente assegnata alla spedizione Jackson-Harmsworth del 1894-1897 con destinazione Artide. Nel 1903 è inviata in Antartide insieme alla Morning per assistere la nave Discovery nel liberarsi dalla banchisa dove era rimasta imprigionata. La nave Discovery aveva trasportato in Antartide i membri della spedizione Discovery al comando di Robert Falcon Scott. 
Utilizzata per rotte mercantili dalla Bowring Brothers Ltd. viene acquista per la spedizione antartica britannica (British Antarctic Expedition, in inglese), conosciuta anche come spedizione Terra Nova. Rinforzato lo scafo da prua a poppa con 7 piedi (2,1 m) di legno di quercia per renderlo resistente alle pressioni esercitate dal pack, salpa da Cardiff il 15 giugno del 1910 al comando di neo-capitano Scott che la descrive come:
Anche se i 24 studiosi a bordo fecero importanti osservazioni di biologia, geologia, glaciologia, meteorologia e geofisica lungo la Terra Vittoria e la barriera di Ross la spedizione è ricordata per tragica fine di Scott e degli altri quattro compagni di spedizione nel viaggio di ritorno dal Polo Sud. 
Dopo un inverno a capo Evans sull'isola di Ross, Scott, Henry Bowers, Edgar Evans, Lawrence Oates e Edward Wilson iniziano la loro corsa al Polo con Roald Amundsen. Partiti con motoslitte e pony della Mongolia gli ultimi 1 200 chilometri sono percorsi dai soli uomini. Arrivati al Polo Sud il 17 gennaio 1912 si accorgono che Amundsen li ha preceduti di quasi un mese. Ma il peggio deve ancora arrivare, tutti e cinque moriranno nel tentativo di raggiungere il campo base sulla costa.

## Ultimi anni
Dopo essere tornata dall'Antartide nel 1913 la Terra Nova è acquistata dai vecchi proprietari e riprende al suo primo impiego di peschereccio al largo di Terranova sino al 13 settembre del 1943 quando affonda al largo della Groenlandia. L'equipaggio è tratto in salvo da un guardacoste della United States Coast Guard.
Il suo relitto è stato ritrovato nel 2012